# Viktória Hrunčáková
Viktória Kužmová (épouse Hrunčáková), née le 11 mai 1998 à Košice, est une joueuse de tennis slovaque, professionnelle depuis 2014.
À ce jour, elle a remporté trois titres en double dames sur le circuit WTA.

## Carrière
En junior, elle a atteint la finale de l'US Open 2016, perdue contre Kayla Day, et remporté l'US Open 2015 en double avec Aleksandra Pospelova.
Elle termine la saison 2018 pour la première fois dans le top 100 à la 56e place mondiale après avoir atteint deux demi-finales dans les tournois International de Budapest et Bois-le-Duc et remporté son premier match en Grand Chelem à Roland-Garros face à Francesca Schiavone.
En janvier 2024, elle gagne son 5e tournoi en double au tournoi d'Auckland.
Elle joue avec l'équipe de Slovaquie de Fed Cup depuis 2018.

## Palmarès

### Titres en double dames
| No | Date       | Nom et lieu du tournoi         | Catégorie | Dotation  | Surface      | Partenaire        | Finalistes                             | Score             |          |
| -- | ---------- | ------------------------------ | --------- | --------- | ------------ | ----------------- | -------------------------------------- | ----------------- | -------- |
| 1  | 29-04-2019 | Prague Open Prague             | Intern'l  | 226 750 $ | Terre (ext.) | Anna Kalinskaya   | Nicole Melichar Květa Peschke          | 4-6, 7-5, [10-7]  | Parcours |
| 2  | 15-07-2019 | Bucharest Open Bucarest        | Intern'l  | 226 750 $ | Terre (ext.) | Kristýna Plíšková | Jaqueline Cristian Elena-Gabriela Ruse | 6-4, 7-63         | Parcours |
| 3  | 01-03-2021 | Open 6e sens Lyon              | WTA 250   | 235 238 $ | Dur (int.)   | Arantxa Rus       | Eugenie Bouchard Olga Danilović        | 3-6, 7-5, [10-7]  | Parcours |
| 4  | 06-02-2023 | Upper Austria Ladies Linz Linz | WTA 250   | 259 303 $ | Dur (int.)   | Natela Dzalamidze | Anna-Lena Friedsam Nadiia Kichenok     | 4-6, 7-5, [12-10] | Parcours |
| 5  | 01-01-2024 | ASB Classic Auckland           | WTA 250   | 267 082 $ | Dur (ext.)   | Anna Danilina     | Marie Bouzková Bethanie Mattek-Sands   | 6-3, 65-7, [10-8] | Parcours |

### Finales en double dames
| No | Date       | Nom et lieu du tournoi                         | Catégorie | Dotation  | Surface      | Vainqueures                            | Partenaire        | Score     |          |
| -- | ---------- | ---------------------------------------------- | --------- | --------- | ------------ | -------------------------------------- | ----------------- | --------- | -------- |
| 1  | 28-01-2019 | St. Petersburg Ladies Trophy Saint-Pétersbourg | Premier   | 757 900 $ | Dur (int.)   | Margarita Gasparyan Ekaterina Makarova | Anna Kalinskaya   | 7-5, 7-5  | Parcours |
| 2  | 01-02-2021 | Yarra Valley Classic Melbourne                 | WTA 500   | 565 530 $ | Dur (ext.)   | Shuko Aoyama Ena Shibahara             | Anna Kalinskaya   | 6-3, 6-4  | Parcours |
| 3  | 12-07-2021 | Livesport Prague Open Prague                   | WTA 250   | 235 238 $ | Dur (ext.)   | Marie Bouzková Lucie Hradecká          | Nina Stojanović   | 7-63, 6-4 | Parcours |
| 4  | 12-06-2023 | Libema Open Bois-le-Duc                        | WTA 250   | 259 303 $ | Gazon (ext.) | Shuko Aoyama Ena Shibahara             | Tereza Mihalíková | 6-3, 6-3  | Parcours |

## Parcours en Grand Chelem

### En simple dames
| Année | Open d'Australie | Open d'Australie | Internationaux de France | Internationaux de France | Wimbledon       | Wimbledon        | US Open         | US Open           |
| ----- | ---------------- | ---------------- | ------------------------ | ------------------------ | --------------- | ---------------- | --------------- | ----------------- |
| 2017  | —                | —                | Q2                       | Bethanie Mattek-Sands    | Q3              | Bianca Andreescu | 1er tour (1/64) | Venus Williams    |
| 2018  | 1er tour (1/64)  | Elise Mertens    | 2e tour (1/32)           | Elina Svitolina          | 1er tour (1/64) | Rebecca Peterson | 1er tour (1/64) | Victoria Azarenka |
| 2019  | 2e tour (1/32)   | Elina Svitolina  | 3e tour (1/16)           | Johanna Konta            | 1er tour (1/64) | Polona Hercog    | 1er tour (1/64) | A. Van Uytvanck   |
| 2020  | 1er tour (1/64)  | Julia Görges     | 1er tour (1/64)          | Kristýna Plíšková        | Annulé          | Annulé           | 1er tour (1/64) | Catherine McNally |
| 2021  | 1er tour (1/64)  | Aryna Sabalenka  | Q2                       | Carol Zhao               | Q1              | Indy de Vroome   | Q1              | Astra Sharma      |
| 2022  | 1er tour (1/64)  | Wang Xiyu        | Q3                       | Zhu Lin                  | Q2              | Christina McHale | 2e tour (1/32)  | Shelby Rogers     |
| 2023  | Q1               | Han Na-lae       | 1er tour (1/64)          | Elise Mertens            | 1er tour (1/64) | Elise Mertens    | 1er tour (1/64) | Wang Xiyu         |
| 2024  | Q1               | Wei Sijia        | Q1                       | Brenda Fruhvirtová       | Q1              | Polona Hercog    | Q1              | Olivia Gadecki    |
| 2025  | Q1               | Sinja Kraus      | —                        | —                        | —               | —                | Q1              | Francesca Jones   |

N.B. : à droite du résultat se trouve le nom de l'ultime adversaire.

### En double dames
| Année | Open d'Australie                                                                    | Open d'Australie                                                                         | Internationaux de France                                                         | Internationaux de France                                                      | Wimbledon                                                                         | Wimbledon                                                                           | US Open | US Open |
| ----- | ----------------------------------------------------------------------------------- | ---------------------------------------------------------------------------------------- | -------------------------------------------------------------------------------- | ----------------------------------------------------------------------------- | --------------------------------------------------------------------------------- | ----------------------------------------------------------------------------------- | ------- | ------- |
| 2018  | —                                                                                   | —                                                                                        | 2e tour (1/16) Rybáriková \|\| style="text-align:left;" \| Melichar Peschke      | —                                                                             | —                                                                                 | 2e tour (1/16) Rybáriková \|\| style="text-align:left;" \| Pavlyuchenkova Sevastova |         |         |
| 2019  | 1er tour (1/32) Rybáriková \|\| style="text-align:left;" \| Stosur Zhang Shuai      | 2e tour (1/16) Bencic \|\| style="text-align:left;" \| Azarenka Barty                    | 1er tour (1/32) Bencic \|\| style="text-align:left;" \| Flipkens Larsson         | 1/2 finale Sasnovich \|\| style="text-align:left;" \| Azarenka Barty          |                                                                                   |                                                                                     |         |         |
| 2020  | 1/8 de finale A. Sasnovich \|\| style="text-align:left;" \| T. Babos K. Mladenovic  | 1/8 de finale Kr. Plíšková \|\| style="text-align:left;" \| B. Krejčíková K. Siniaková   | Annulé                                                                           | Annulé                                                                        | 1er tour (1/16) A. Sasnovich \|\| style="text-align:left;" \| S. Rogers J. Pegula |                                                                                     |         |         |
| 2021  | 1/8 de finale A. Kalinskaya \|\| style="text-align:left;" \| A. Krunić M. Trevisan  | 1er tour (1/32) A. Kalinskaya \|\| style="text-align:left;" \| N. Hibino O. Kalashnikova | 1/8 de finale A. Rus \|\| style="text-align:left;" \| B. Krejčíková K. Siniaková | 1er tour (1/32) A. Rus \|\| style="text-align:left;" \| M. Kato S. Santamaria |                                                                                   |                                                                                     |         |         |
| 2022  | 1/8 de finale V. Zvonareva \|\| style="text-align:left;" \| S. Aoyama E. Shibahara  | 1er tour (1/32) S. Santamaria \|\| style="text-align:left;" \| Han X. Zhu L.             | 2e tour (1/16) A. Rus \|\| style="text-align:left;" \| M. Fręch B. Haddad Maia   | —                                                                             | —                                                                                 |                                                                                     |         |         |
| 2023  | —                                                                                   | —                                                                                        | —                                                                                | —                                                                             | 1/8 de finale T. Mihalíková \|\| style="text-align:left;" \| N. Bains M. Lumsden  | —                                                                                   | —       |         |
| 2024  | 1er tour (1/32) A. Danilina \|\| style="text-align:left;" \| C. Dolehide P. Stearns |                                                                                          |                                                                                  |                                                                               |                                                                                   |                                                                                     |         |         |

N.B. : le nom de la partenaire se trouve sous le résultat ; les noms des ultimes adversaires se trouvent à droite.

### En double mixte
| Année | Open d'Australie                                                                  | Open d'Australie | Internationaux de France | Internationaux de France | Wimbledon | Wimbledon | US Open | US Open |
| ----- | --------------------------------------------------------------------------------- | ---------------- | ------------------------ | ------------------------ | --------- | --------- | ------- | ------- |
| 2020  | 1er tour (1/16) F. Polášek \|\| style="text-align:left;" \| Sam Stosur J-J. Rojer | Annulé           | Annulé                   | Annulé                   | Annulé    | Annulé    | Annulé  |         |

N.B. : le nom du partenaire se trouve sous le résultat ; les noms des ultimes adversaires se trouvent à droite.

## Parcours en «Premier Mandatory» et «Premier 5»
Découlant d'une réforme du circuit WTA inaugurée en 2009, les tournois WTA « Premier Mandatory » et « Premier 5 » constituent les catégories d'épreuves les plus prestigieuses, après les quatre levées du Grand Chelem.

### En simple dames
| Année |       |              |                          |                           |                           |                        |                         |       |                              |       |  |  |
| Doha  | Dubaï | Indian Wells | Miami                    | Madrid                    | Rome                      | Canada                 | Cincinnati              | Pékin |                              | Wuhan |  |  |
| Doha  | Dubaï | Indian Wells | Miami                    | Madrid                    | Rome                      | Canada                 | Cincinnati              | Pékin | Guadalajara                  |       |  |  |
| Doha  | Dubaï | Indian Wells | Miami                    | Madrid                    | Rome                      | Canada                 | Cincinnati              | Pékin |                              |       |  |  |
| 2018  |       |              | WTA 500                  |                           |                           |                        |                         |       | 2e tour (1/16) K. Mladenovic |       |  |  |
| 2019  |       | WTA 500      | 1/4 de finale P. Kvitová | 1er tour (1/64) Zhang Sh. | 3e tour (1/16) K. Bertens | 3e tour (1/8) S. Halep | 2e tour (1/16) A. Barty |       | 1er tour (1/32) Zheng S.     |       |  |  |

Sous le résultat, l’ultime adversaire.
1. 1 2   Les tournois de Doha et Dubaï alternent le statut de tournoi WTA 1000 (ex Premier 5) entre 2009 et 2023 : les trois premières éditions ont lieu à Dubaï, les trois suivantes à Doha, puis Dubaï accueille le tournoi de cette catégorie les années impaires et Dubaï les années paires. De 2011 à 2023, la ville qui n’accueille pas de WTA 1000 organise à la place un tournoi WTA 500 (ex Premier).
2. 1 2 3 4 5 6 7   L’ordre de déroulement des tournois a évolué depuis 2009 : Rome se dispute avant Madrid et Cincinnati avant Montréal/Toronto jusqu’en 2010, tandis que Tokyo (2009-2013)-Wuhan (2014-2019, 2024-)-Guadalajara (2022-2023) ont lieu avant Pékin jusqu’en 2023.

## Classements WTA en fin de saison
| Année          | 2014 | 2015 | 2016 | 2017 | 2018 | 2019 | 2020 | 2021 | 2022 | 2023 | 2024 |
| Rang en simple | 703  | 440  | 225  | 132  | 56   | 52   | 96   | 174  | 146  | 117  | 241  |
| Rang en double | –    | 840  | 437  | 554  | 127  | 29   | 29   | 57   | 89   | 78   | 159  |

Source : (en) Classements de Viktória Hrunčáková sur le site officiel de la Fédération internationale de tennis

## Records et statistiques

### Victoires sur le top 10
Toutes ses victoires sur des joueuses classées dans le top 10 de la WTA lors de la rencontre.
| Légende            |
| Grand Chelem       |
| Premier / WTA 1000 |
| WTA 500            |
| WTA 250            |
| Fed Cup            |

|   |       |  | Tournoi       | Année | Surface      |  | Adversaire   | Rang | Tour | Score          | Tableau |
| - | ----- |  | ------------- | ----- | ------------ |  | ------------ | ---- | ---- | -------------- | ------- |
| 1 | no 46 |  | Dubaï         | 2019  | Dur          |  | Kiki Bertens | no 8 | 1/16 | 6-2, 4-6, 7-66 | Tableau |
| 2 | no 46 |  | Roland-Garros | 2019  | Terre battue |  | Kiki Bertens | no 4 | 1/32 | 3-1 ab.        | Tableau |